# 茵芙
茵芙（1985年11月14日—），本名林盈甄，臺灣女演員，生於臺中市。模特兒出道，但在出道前就已從事平面雜誌外拍七年。進入演藝圈後，在電視廣告、MV、偶像劇都有接演。2008年曾在《我猜我猜我猜猜猜》單元節目「超人氣！網拍小天后」亮相，並開始使用「茵芙」為名出場，沿用至今。
茵芙曾登上2011年8月10日《蘋果日報》的「今天我最美」單元。

## 個人生活

### 感情狀況
茵芙曾與藝人小鐘（鐘昀呈）短暫交往半年，分手後沒多久與圈外人何皓翊交往，兩人於2017年茵芙生日當天登記結婚。
2019年12月4日，經紀公司證實茵芙已和何皓翊簽字離婚的消息，但強調2人並非如週刊所說是「男方家庭對婚事不贊同」及「經濟導致感情轉淡」等原因，主要是因為雙方對家庭的觀念和目標不同，「對未來沒有共識」才會決定離婚。

## 電視劇
| 年 份  | 播出頻道   | 劇 名                | 飾 演         |
| 2011年 | 三立都會台 | 《真愛找麻煩》       | 吳佳佳        |
| 2012年 | 三立都會台 | 《螺絲小姐要出嫁》   | 陳妙津        |
| 2012年 | 三立都會台 | 《金大花的華麗冒險》 | 許薇妮        |
| 2013年 | 三立都會台 | 《美味的想念》       | 夏以歡        |
| 2013年 | 三立都會台 | 《有愛一家人》       | 许有情        |
| 2014年 | 三立都會台 | 《媽咪的男朋友       | 吳倩玟        |
| 2015年 | 三立都會台 | 《聽見幸福》         | Vanessa       |
| 2016年 | 三立都會台 | 《後菜鳥的燦爛時代》 | 王海蒂        |
| 2016年 | 中視       | 《多桑の純萃年代》   | 吳雅琪        |
| 2017年 | 中視       | 《櫻桃小丸子》       | 小林菫        |
| 2019年 | 三立都會台 | 《你有念大學嗎？》   | 鄭茵茵        |
| 2019年 | 民視       | 《大時代》           | 徐品妍        |
| 2019年 | 東森戲劇台 | 《美味滿閣》         | 顏若晨 顏如夜 |
| 2020年 | 三立都會台 | 《跟鯊魚接吻》       | 溫晶晶        |
| 2021年 | 三立台灣台 | 《天之驕女》         | 梁品萱        |
| 2021年 | 大愛電視台 | 《等一個人》         | 顏秀如        |
| 2022年 | 台視       | 《美麗人生》         | 張淑瑛        |
| 2023年 | 華視       | 《婚姻結業式2》      | 芝涵          |
| 2024年 | 台視       | 《追分成功》         | 洪汶甄        |
| 2024年 | 三立台灣台 | 《願望》             | 夏詩涵 趙詩涵 |

## 電影
| 年份   | 片名          | 角色     |
| 2016年 | 他媽²的藏寶圖 | 夢中情人 |

## 舞台劇
| 年份   | 名稱         | 角色 |
| 2020年 | 《昨夜星辰》 |      |

## MV
| 首播年份       | 歌手                          | 歌名                      |
| 2008年         | 方大同                        | singalongsong、為妳寫的歌 |
| 2009年         | 黃鴻升                        | 搞砸了                    |
| 2009年         | 黃鴻升                        | 我不要長生不老            |
| 2010年12月23日 | SIGMA(周定緯、李杰宇、林維哲) | 淚奔                      |

## 主持作品

### 電視節目
| 主持年份 | 頻道 | 節目         | 搭檔主持 |
| 2011年   | MTV  | MTVnews      |          |
| 2011年   | 中天 | 台灣腳逛大陸 |          |
| 2013年   | 華視 | 食在夠麻吉   | 曾實     |

### 活動主持
| 主持年份 | 活動名稱       |
| 2011年   | ＨＴＣ跨年晚會 |

## 代言
| 代言年份 | 產品                 |
| 2010年   | 旁氏毛穴淨白美肌系列 |

## 出版作品

### 專欄
| 年份   | 出版物  |
| 2011年 | 7-Watch |

## 獎項
| 年份   | 頒獎典禮      | 獎項       | 影片         | 角色    | 結果 |
| ------ | ------------- | ---------- | ------------ | ------- | ---- |
| 2015年 | 第4屆華劇大賞 | 最佳催淚獎 | 《聽見幸福》 | Vanessa | 提名 |

## 外部連結
- 茵芙 Demi的Facebook專頁
- 茵芙的Instagram帳戶
- 茵芙の 生活遊樂園 （页面存档备份，存于）的痞客邦
- 茵芙Demi的新浪微博
- 茵芙在香港影庫上的簡介
- 茵芙在时光网上的簡介（简体中文）